# Trimmatom
Trimmatom is een geslacht van straalvinnige vissen uit de familie van grondels (Gobiidae).

## Soorten
- Trimmatom eviotops (Schultz, 1943)
- Trimmatom macropodus Winterbottom, 1989
- Trimmatom nanus Winterbottom & Emery, 1981
- Trimmatom offucius Winterbottom & Emery, 1981
- Trimmatom pharus Winterbottom, 2001
- Trimmatom sagma Winterbottom, 1989
- Trimmatom zapotes Winterbottom, 1989